# Povijest Latvije
Povijest Latvije je povijest prostora današnje Republike Latvije i naroda Latvijaca od prapovijesti do danas.

## Prapovijest
Na području današnje Latvije obitavala su od 4000. – 2000. pr. Kr. ugro-finska plemena.
Baltički Latvijci javljaju se na jugu u 2. tisućljeću pr. Kr.
Slavna "cesta od Vikinga do Grka", koja se spominje u antičkim tekstovima kao izvor jantara, prostirala se od Skandinavije preko Latvije do rijeke Daugave i drevnog ruskog teritorija sve do Bizantskog Carstva.
Oko 10. st. baltička plemena su se organizirala u četiri individualne skupine: Kurši (Kuren), Latgalci (Latgallian), Seli (Selonian), Zemgalci (Semigallian) (latvijski: kurši, latgaļi, sēļi, zemgaļi). Latgalijci su bili najbrojnije i najnaprednije pleme. Dok su Kuronci zbog svoje napadačke politike prozvani "baltičkim vikinzima", Semigalijci i Selonci bili izrazito miroljubivi.

## Livonija
U 12. stoljeću ustrojene su balto-latvijske države Talava i Ersika, a potkraj istog stoljeća započinje i prodor danskih i njemačkih feudalaca.
U srednjem vijeku Latvija se nazivala Livonija (po plemenu Liva koje je živjelo u priobalju i prvo došlo u kontakt s njemačkim trgovcima). Upravo su ti trgovci širili kršćanstvo u Latviji, no došlo je do strašnog otpora loklanog stanovništva (osoobito obredu krštenja). Po dozvoli pape, u prvoj polovici 13. stoljeća zemljom je vladao križarski Njemački viteški red ("Livonska braća mača"), koji se zajedno s Riškom nadbiskupijom i gradom Rigom (osnovali ga Nijemci 1201. god.) sjedinio u Livonsku konfederaciju. Od 1282. god. Riga se (a kasnije i gradovi Cēsis, Limbaži, Koknese i Valmiera) pridružila trgovačkom udruženju njemačkih gradova, Hanzeatska liga (Hansa). Riga je tako postala najvažnije trgovačko središte na zapadnoj obali Baltičkog mora koje je održavalo bliske kontakte sa Zapadnom Europom.
Livonska konfederacija (koja se sastojala od Latvije i Estonije) se održala do Livonskog rata (1559. – 1583.), nakon čega je manji dio Livonije pripao Dancima i Šveđanima, a veći dio (1561.) poljsko-litvanskoj državi.

### Livonijsko vojvodstvo (1561. – 1621.)
██ Poljsko Kraljevstvo
██ Prusija, poljski vazal
██ Nadvodvojstvo Litva
██ Kurlandija, poljski vazal
██ Livonija
██ Švedska i Danska Estonija
Za vrijeme Livonskog rata 1561. god., Livonija je postala vazalno vojvodstvo litavskom nadvodvojstvu Osam godina kasnije, 1569. god., kada su nadvodvojstvo Litva i Kraljevina Poljska sklopile Poljsko-Litavski savez, Livonija je postala članicom. Erik XIV. Švedski je već ratovao zbog ekspanzionizma Poljske u Sedmogodišnjem ratu (1563.) protiv slobodnog grada Lübecka, Danske i Poljske. Nakon što su sve strane bile financijski iscrpljene potpisan je mir u Stettinu 15. prosinca 1570. god.

### Livonijsko kraljevstvo (1570. – 1578.)
Vojska Ivana Groznog je bila uspješna u osvajanju zapada; zauzela je Polock (1563.) i Parnawu (1575.) i poharala Litavsko nadvojvodstvo sve do Vilniusa. Naposljetku Ivan Grozni je osvojio cijeli Livonijski teritorij osim Rige i Rewela. Nakon brojnih poraza od Rusa, 1578. god., livonijski kralj Magnus je priznao vlast Poljske i povukao se u kurlandijsku biskupiju odrećući se cijele Livonije.

### Livonija u Poljsko-Litvanskom savezu (1578. – 1700.)
Poljski kralj Stefan Batory je, uz potporu Osmanskog Carstva (1576.), odgovorio na ruske napade s tri kontranapada na Moskvu, u pokušaju da trajno odvoji Livonijsko kraljevstvo od moskovskih teritorija. U prvom napadaju 1579. god. s 22,000 vojnika oslobodio je Polotsk, u drugom 1580. god. s 29.000 vojnika osvojio je Veliku Luku, a 1581. god. sa 100.000 vojnika započeo je opsjedati Pskov.  
S druge strane, Fridrik II. Danski je bezuspješno ratovao protiv Švedske i Poljske (1577. – 1582.), te je potpisao sporazum sa švedskim kraljem Ivanom III. 1580. god. darujući mu naslove u Livoniji.  Moskva je priznala Poljsko-Litvansku vlast nad Livonijskim vojvodstvom (Ducatus Ultradunensis) 1582. god. Nakon smrti Magnusa von Lyfflanda (1583.), Poljska je izvršila invaziju na njegovo vojvodstvo Kurlandija, a Fridrik II. se odlučio odreći prava na nasljedstvo tog vojvodstva i prodati ga Poljacima. Osim otok Œsel, Danska je napustila istočnu obalu Baltika do 1585. god.
Od 1598. Livonija je bila podijeljena na: 
- Vojvodstvo Wenden (województwo wendeńskie, Kieś)
- Vojvodstvo Dorpat (województwo dorpackie, Dorpat)
- Vojvodstvo Parnawa (województwo parnawskie, Parnawa)

U 17. stoljeću, Kurlandsko vojvodstvo, koje je nekad bilo dijelom Livonije, ostvarilo je golem ekonomski napredak. Čak je ustanovilo dvije kolonije, jednu na riječnom otoku na rijeci Gambiji a drugu na otoku Tobago u Karipskom moru). I danas na tim otocima postoje imena mjesta iz tog vremena.
Nakon Poljsko-Švedskog rata (1600. – 1629.) Riga je dospjela pod švedsku vlast 1621. god. i uskoro je postala najveći i najrazvijeniji švedski grad. U to doba Vidzeme je glasila kao "Švedska žitnica" jer je opskrbljavala cijelu Švedsku žitom. Ostatak Latvije je ostao u poljskim rukama do druge podjele Poljske 1793. god. kada je pripala Rusiji.
Kulturalno ujedinjenje i pomirdba Latvijaca se također dogodila u 17. stoljeću s pojavom Latvijskih naroda koji su govorili zajedničkim Latvijskim jezikom (Latvijski: latviešu valoda)

## Između Švedske i Rusije
Mirom u Oliwi (1660.) Poljska je veći dio države prepustila Švedskoj (osim južne Latvije). Veliki sjeverni rat (1700. – 1721.) između Švedske i Rusije vođen je upravo zbog teritorija današnje Latvije i kontrole slavnog i bogatog grada Rige. God. 1710., ruski car Petar Veliki je uspio osvojiti pokrajinu Vidzeme preko koje je do Rige održavao čist put prema Baltiku, a ti me i Europi. Mirom u Nystadu Švedska je svoje područje Latvije prepustila Rusiji koja tada pod svoju vlast stekla cijelu Latviju.
God. 1817. – 1819. ukinuto je kmetstvo u Latviji, a 1849. god. uveden je zakkon kojim je omogućeno stvaranje seljačkih gospodarstava. Reforme su kasnile u Latgaliji gdje je kmetstvo ukinuto tek 1861. god. Industrija se također brzo razvijala i broj stanovnika je rastao. Latvija je postala najrazvijenija ruska pokrajina.
U 19. stoljeću latvijski intelektualci su pokrenuli Latvijsko narodno buđenje, pokret koji je sličio mnogim nacionalističkim pokretima u Europi. Od 1850-ih do 1880-ih ovaj pokret su vodili "Mlado-latvijci" (latvijski: jaunlatvieši). Iako izvorno samo književni i kulturni pokret, uskoro je dobio značajnu političku važnost, osobito kad su se Mladolatvijci sukobili s Baltičkim Nijemcima.
S rastom gradova i njihovom industrijalizacijom, koncem 1880-ih nastao je i ljevičarski pokret "Nova Struja" kojeg su vodili Rainis i Pēteris Stučka, urednici novina Dienas Lapa. Na ovaj pokret je snažno utjecao marksizam, što je dovelo do osnivanja Latvijske Socijal-demokratske radničke stranke.
Nezadovoljni Latvijci su aktivno sudjelovali u neuspjeloj Ruskoj revoluciji 1905. god.

## Borba za neovisnost Latvije
Ideja neovisnosti Latvije zaživjela je početkom 20. stoljeća. Tijekom Prvog svjetskog rata, u proljeće 1917. god. Njemačka je okupirala veći dio Latvije (Ujedinjeno Baltičko vojvodstvo), dok je na drugom dijelu, nakon Oktobarske revolucije (1917.) uspostavljena sovjetska vlast. Latvijski strijelci (latviešu strēlnieki), koji su se borili na ruskoj strani, postali su slavni širom Europe zbog svoje hrabrosti. Tijekom Ruskog građanskog rata (1917. – 1922.) Latvijci su se borili na obje strane, a Latvijski strijelci su većinom podržavali Boljševike.
Nakon što je Brest-Litovskim mirom u ožujku 1918. Latvija u cijelosti prepuštena Njemačkoj, ustrojena je građanska vlada na čelu s Kārlisom Ulmanisom i započeo je građanski rat (latvijski: Latvijas brīvības cīņas, Latvijski rat za slobodu).
- Studeni 1918.: Većinu Latvije zauzele su njemačke snage (narančasto)
- 6 ožujka 1919.: Nakon sovjetskog napada većina Latvije je bila pod kontrolom boljševika (roze)
- 16 travnja 1919.: U ožujku ujedinjene njemačke i latvijske snage (narančasto i žuto) su izvele kontranapad i zauzele većinu Kurlandije
- 22 lipnja 1919.: Ujedinjene estonske i latvijske snage (ljubičasto) sukobile su se s njemačkim snagama kod Cēsisa i izvojovale pobjedu
- 11 studenog 1919.: Latvijska vojska je zauzela većinu Vidzeme i napala je Bermontiance, koji su se morali povući

Već 18. studenog 1918. god. Latvija je proglasila neovisnost i taj dan se i danas slavi kao Dan neovisnosti Latvije. Prva sila koja je priznala neovisnu Latviju bila je Sovjetska Rusija (11. kolovoza 1920.), čime se javno odrekla presezanja za latvijskim teritorijem. Uslijedilo je priynanje Međunarodne zajednice 26. siječnja 1921. god. nakon čega su uslijedila pojedinačna priznavanja i primanje u Ligu naroda (22. rujna 1921.).
Pobijedivši u građanskom ratu, vlada Kārlisa Ulmanisa je 16. veljače 1922. god. proglasila neovisnu Republiku Latviju i sklopila mir sa Sovjetskom Rusijom.

## Neovisna Republika Latvija
Početkom 1930-ih je zbog Svjetske ekonomske krize u Latviji vladalo opće nezadovoljstvo što je iskoristio jedan od tvoraca latvijske neovisnosti, premijer Kārlis Ulmanis, da izvede nenasilni državni udar (coup d'état) 15. svibnja 1934. god. Državnim udarom uspostavljena raspušten je parlament (Saeima), zabranjene su sve političke stranke i uvedena je diktatura.
Brz gospodarski razvoj u drugoj polovici 1930-ih, kojim je Latvija ostvarila jedan od najviših životnih standarda u Europi. Zbog boljeg standarda života u latvijskom društvu, nije bilo ozbiljne oporbe autoritativnoj vlasti premijera Kārlisa Ulmanisa i nikakve mogućnosti za pobunu.

### Latvija u Drugom svjetskom ratu
Nakon izbijanja Drugog svjetskog rata vlada Latvije je bila prisiljena (skupa s Estonijom i Litvom) potpisati sa SSSR-om sporazum o uzajamnoj pomoći i dopustiti uspostavu vojnih baza na svojem teritoriju (30. listopada 1939.). Sedam mjeseci kasnije sovjetski ministar vanjskih poslova, Vyacheslav Molotov, optužio je Latviju da spletkari s ostalim baltičkim zemljama protiv SSSR-a i sovjetske postrojbe su 17. lipnja 1940. god. ušle u Latviju. U ljeto iste godine Latvija je proglašena Sovjetskom Republikom, a u kolovozu (nakon orkestriranih izbora) priključena je SSSR-u kao Latvijska Sovjetska Socijalistička Republika.
U proljeće 1941. god. sovjetske vlasti su organizirale masovnu deportaciju "anti-sovjetskih elemenata" iz okupiranih baltičkih zemalja. Tako je tijekom noći s 13. na 14. lipnja 1941. god. deportirano 15.424 građana Latvije uključujući 1.771 Židova, ali i 742 Rusa u posebne logore i naselja, većinom u Sibiru. Naposljetku je, tijekom samo prvih pet godina sovjetske okupacije, deportirano oko 35.000 ljudi iz Latvije (131.500 uključujući sve baltičke zemlje). Nacistička invazija, koja je uslijedila samo tjedan dana poslije, spriječila je još veću planiranu deportaciju od nekoliko stotina tisuća ljudi.
Od 1. lipnja 1941. god. Latvija se nalazila pod njemačkom okupacijom. Odmah nakon okupacije započelo se s eliminacijom židovske i romske populacije koje se većinom odvijalo u zloglasnom logoru u Rumbuli. U ubijanju su pored njemačkih postrojbi Einsatzgruppe A i Wehrmachta sudjelovali i latvijski kolaboracionisti SD divizije. Do konca 1941. god. skoro cijela židovska populacija je bila ili ubijena ili odvedena u koncentracijske logore u Njemačku, Austriju i današnju Češku. Holokaust u Latviji ima oko 85.000 (od kojih su 26.000 ubili pripadnici latvijskih Arajs komandosa).
Veliki broj Latvijaca je pružilo otpor okupatoru u Latvijskom pokretu otpora koji se podijelio između Latvijskog centralnog vijeća i pro-sovjetskog Latvijskog partizanskog pokreta (латвийский штаб партизанского движения) sa sjedištem u Moskvi. Od 1943. do 1944. god. njemačke Waffen SS postrojbe je porazila Crvena armija. Tijekom ovih sukoba obje strane su regrutirale Latvijce i oni su bili među najbrojnijim žrtvama. God. 1944. Sovjetski savez je zauzeo cijelu Latviju i započeo je s uvođenjem komunizma. Nakon njemačke predaje bilo je jasno da se SSSR neće povući iz Latvije i Šumska Braća (gerilske postrojbe boraca za neovisnost) se ujedinila s njemačkim kolaboracionistima protiv novog okupatora - Sovjetskog Saveza.

## Latvija u SSSR-u
Nakon Drugog svjetskog rata Latvija se našla pod sovjetskom dominacijom, a sjeveroistočni dio zemlje priključen je Ruskoj Sovjetskoj Federativnoj Socijalističkoj Republici.
Prvih poslijeratnih godina 120.000 Latvijaca je uhićeno ili deportirano u Sovjetski savez, dok su neki uspjeli pobjeći i pridružiti se Šumskoj Braći; oko 130.000 je izbjeglo na zapad. 25. ožujka 1949. god., 43.000 seljaka iz "kulaka" i Latvijskih patriota  ("nacionalista") deportirano je u Sibir iz triju baltičkih zemalja (Latvije, Estonije i Litve).
Pokrenut je i opsežan program dvojezičnosti u Latviji, ograničavajući uporabu manjinskih jezika na korist Latvijskog i Ruskog jezika. Također, Latvija je bila prisiljena prihvatiti plansko gospodarstvo koje je razvijeno 1920-ih i 1930-ih, a poljoprivredna dobra su prisiljena na kolektivizaciju.
Latvija je uspjela održati razvijenu infrastrukturu i veliki broj obrazovanih stručnjaka, što je navelo Moskvu da neke od najrazvijenih sovjetskih tvornica bazira upravo u Latviji. Osnovane su zrakoplovna mašinska industrija i tvornice elektrotehničke opreme, kao i prerada mašinskog i jestivog ulja. Kako nije bilo dovoljno radne snage u ovim tvornicama, dovođeni su ruski radnici koji su naposljetku počeli potiskavati autohtono stanovništvo. Do 1989. god. postotak Latvijaca je činio samo 52% populacije (1,387.757), u usporedbi s predratnim postotkom od 77% (1,467.035). Taj negativni trend pada ima stanovništva nastavio se i nadalje te je do 2005. god. broj Latvijaca iznosio 1,357.099 stanovnika što je ipak činilo 60% ukupne populacije Latvije (2,375.000).
23. kolovoza 1989. god. održane su političke demonstracije nazvane Baltički put prilikom koje su se oko dva milijuna ljudi povezalo rukama čineći ljudski lanac duži od 600 km kroz tri baltičke države (Estonije, Latvije i Litve). Ove demonstracije su
Na demokratskim izborima u ožujku 1990. god., stranka za neovisnost, Latvijski popularni front, osvojila je dvije trećine mandata u Vrhovnom vijeću.
Raspadom SSSR-a obnovljeno je višestranačje (4. svibnja 1990.), a 21. kolovoza 1991. god. proglašena je neovisnost Latvije. Sovjetske vojne snage su se povukle do 1994. god.

## Moderna Republika Latvija
God. 1992. Latvija je dobila pomoć od Međunarodnog Monetarnog Fonda, a 1994. je pristupila NATO-vom programu Partnerstvo za mir i potpisala je trgovački sporazum s Europskom unijom. Latvija je postala članicom Europskog Vijeća i kandidat za prijem u EU i NATO. Također je bila prva od tri baltičke zemlje koja je primljena u Svjetsku trgovačku organizaciju (WTO).
Od 1990. – 1993. god. predsjednik Latvije bio je Anatolijs Gorbunovs, a od 1993. – 1999. god. Guntis Ulmanis. Tijekom njihovog predsjedovanja Latvija je vodila povremene sporove s Estonijom i Litvom oko granica na moru i rješavala je problem s Rusijom oko statusa ruske manjine u Latviji.
Od 1999. god. predsjednica je Vaira Viķe-Freiberga, prva žena predsjednica jedne države u bivšem socijalističkom bloku.
Na koncu 1999. god. u Helsinkiju, poglavari Europske unije pozvali su Latviju da započne pregovore za prijem u EU. Od 72,5% glasača koji su pristupili referendumu za članstvo u EU, u rujnu 2003. god., njih oko 67% glasalo je za članstvo. God. 2004. Latvijski najvažniji politički ciljevi, članstvo u NATO (2. travnja) i EU (1. svibnja), su se ostvarili.